# Ginanjar
Ginanjar is een bestuurslaag in het regentschap Sukabumi van de provincie West-Java, Indonesië. Ginanjar telt 8302 inwoners (volkstelling 2010).